# Dogtown Boys
Dogtown Boys (Originaltitel Lords of Dogtown) ist ein Sportdrama aus dem Jahre 2005 und beschreibt den Aufstieg und Fall der legendären Z-Boys, eines Skateboard-Teams, das Ende der 1970er Jahre einen maßgeblichen Einfluss auf die Skateboardwelt hatte.

## Handlung
Die begeisterten Jungen Jay, Stacy und Tony hängen täglich in der Bucht von Venice Beach ab, um Wellen zu surfen. Diese Gebiete werden jedoch von „Locals“ gehortet, welche neue Leute nur über Umwege „ihren Spot“ surfen ließen. Daher treffen sich die Jungs, welche großteils aus zerrütteten Familienverhältnissen stammen, mit ein paar anderen Freunden im Zephyr Surf Shop, welcher von Skip Engblom geführt wird. Die Einführung eines neuen Materials für Skateboard-Rollen inspiriert diesen, aus den Jugendlichen ein Skateboard-Team zu formen, welches es sich zur Aufgabe macht, das Surfen auf die Straße zu übertragen. Mit großer Begeisterung fangen die Freunde an, einen totgeglaubten Freizeitsport wiederzubeleben und ihn weiterzuentwickeln. Aufgrund der großen Dürre in Kalifornien zu dieser Zeit waren Schwimmbecken auf Privatanwesen leer, welche geheim zum Trainieren genutzt wurden („Pool Skating“) und einen völlig neuen Stil entstehen ließen.
Nachdem der Sport sein Comeback feiert und erste Wettbewerbe abgehalten werden, nehmen die Jungs als Zephyr Skate Team bzw. Z-Boys am Skateboard Contest in Del Mar teil und überraschen die Nation und auch die anwesenden Firmen mit einem neuen Stil. Schon bald schaltet sich die Industrie ein und stellt die Freundschaft der Teammitglieder auf eine harte Probe. Während Stacy (Peralta) die Sache eher verantwortungsbewusst angeht wächst Tonys (Alva) Ego am Erfolg bzw. lehnt Jay (Adams) diesen ab und so kommt es zu den ersten Brüchen. Nach einigen schlechten Erfahrungen treffen sich die Skater ein letztes Mal auf dem Anwesen von Sid, welcher einen Gehirntumor hat, um in dem extra für sie entleerten Pool zu skaten.

## Kritik
„Der sehr unterhaltsame Film ist weniger auf das ewige Wiederholen von Skate-Stunts als auf die Aufarbeitung zwischenmenschlicher Konflikte bedacht und gewinnt zusätzlich durch eine beachtliche Ensemble-Leistung.“

## Thematik
Der Film ist eine Art Biographie der Ursprünge des Freestyle-Skateboardens, wie es heute praktiziert wird. Die Z-Boys sind in der Geschichte des Sports legendär und führten vor allem Vert-Style ein, die Grundlage für heutige Wettbewerbe. Der Film behandelt ebenso das Risiko des Realitätsverlustes bei einer steilen Karriere und die sozialen Konsequenzen, die daraus entstehen. Aus US-amerikanischer Sicht betrachtet ist der Film eine klassische Hollywood-Produktion, die das Gefühl behandelt, auch aus armen Verhältnissen stammend, ohne finanzielle Unterstützung einen Traum wahr werden lassen zu können.

## Verschiedenes
- Stacy Peralta, welcher im Jahr 2001 bereits die mehrfach preisgekrönte Dokumentation Dogtown & Z-Boys veröffentlichte, schrieb das Drehbuch für Lords of Dogtown (englischer Originaltitel), der von der Skateboard-Gemeinschaft nur begrenzt angenommen wurde.

- Stacy Peralta und Tony Alva übernahmen bei einigen Szenen selbst die Rolle der Doubles ihrer Filmfiguren.

- Ein Großteil der ursprünglichen Z-Boys (Stacy Peralta, Tony Alva, Jay Adams, Jim Muir, Bob Biniak, Skip Engblom) kommt in kleinen Nebenrollen vor bzw. war verantwortlich für die Skatechoreographien und Stunt Doubles.

- Tony Hawk kommt in einer kleinen Rolle vor, in welcher er sich selbst parodiert (er ist ein Astronaut, der keine Ahnung von Skaten hat).

- Der größte Fehler im Drehbuch ist, dass Stacy Peralta sich nicht wettkampfmäßig behaupten musste, um aufgenommen zu werden, sondern von Anfang an im Team war, in Del Mar 1975 kam er nicht in die Endwertung, Jay Adams wurde Dritter, Tony Alva Vierter. Der Film kürt jedoch Stacy Peralta zum Sieger und fügt eine Kontroverse zwischen Tony Alva und den Punktrichtern ein.

- Starregisseur David Fincher übernahm die ausführende Produktion und hätte ursprünglich Fred Durst als Regisseur vorgesehen. Nach etlichen Differenzen verließ dieser jedoch das Team für einen anderen Film und ebnete damit den Weg für Catherine Hardwicke.

- Viele Statements, Sets, Designs, Soundtrack, Lieder und Beschreibungen sind teilweise 1:1 aus der Dokumentation Dogtown & Z-Boys aus dem Jahr 2001 entnommen worden (auch hier führte Stacy Peralta Regie bzw. schrieb das Drehbuch).

- Die Punkband, die während der Schlägerei spielt, sind Rise Against.

## Auszeichnungen
Heath Ledger wurde von der Central Ohio Film Critics 2006 unter anderem für diesen Film zum Actor of the Year gewählt. Außerdem war Dogtown Boys für fünf Teen Choice Awards nominiert.